# República de Taiwán (1895)
La República de Taiwán (en chino tradicional, 臺灣民主國; en chino simplificado, 台湾民主国; pinyin, Táiwān Mínzhǔguó, literalmente "Estado democrático de Taiwán", nombre oficial en español: República de Formosa, República de Taiwán) fue una república que tuvo una existencia muy breve en el año 1895 en la isla de Taiwán, entre el momento en que se produjo la cesión formal de Taiwán por la dinastía Qing al Imperio del Japón mediante el Tratado de Shimonoseki y la llegada de tropas japonesas y el ejercicio de la soberanía de Japón. Si bien algunos historiadores la consideran la primera república de Asia en ser proclamada, fue precedida por la República de Lanfang, que fue establecida en 1777.

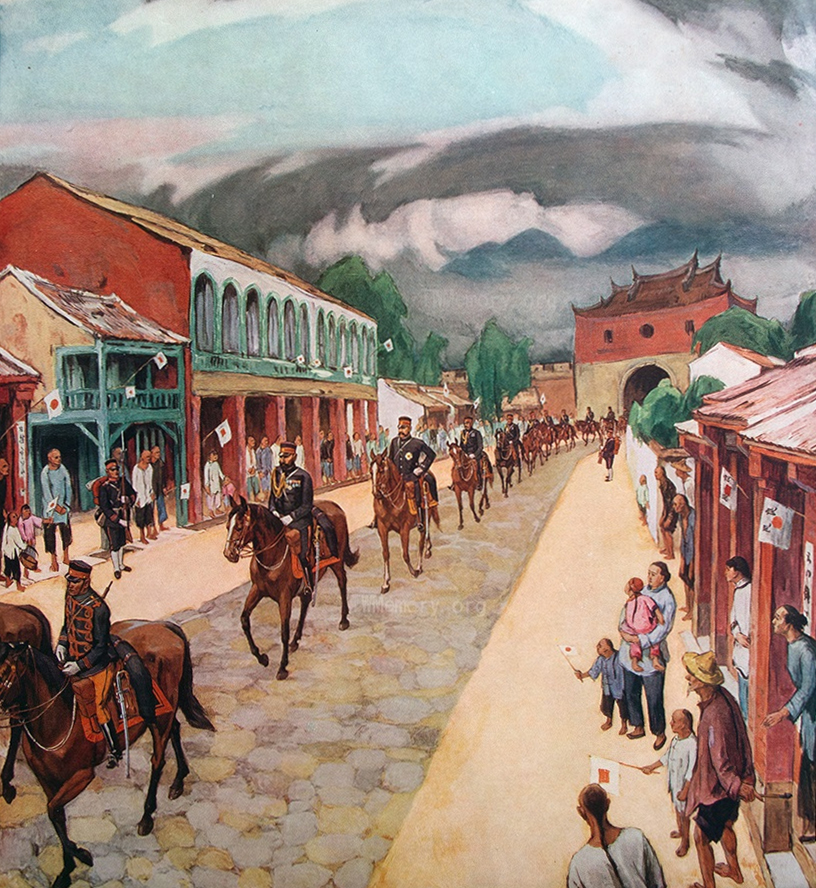
Pintura mostrando a las fuerzas japonesas durante la captura de Taipéi.

 La república fue proclama por un grupo de altos oficiales pro-Qing y miembros de la aristocracia local, a fin de, prevenir la adquision japonesa de Taiwán que China había cedido a Japón bajo el Tratado de Shimonoseki. Muchos de estos funcionarios huyeron de la isla durante la invasión japonesa. El 24 de mayo de 1895 una traducción al inglés de su declaración de independencia fue enviada a todas las embajadas en la isla, seguido de una ceremonia al día siguiente. Lograron emitir sellos bajo los auspicios de la República. Desde el comienzo, los fundadores de la República dejaron en claro que sus acciones estaban fuera de lealtad a los Qing y se declararon afluentes del estado Qing. 
A pesar de la similitud en el nombre, los proponentes actuales de una "República de Taiwán" (como parte del movimiento de independencia de Taiwán) tienden a negar una conexión entre ambas, por lo tanto buscan revivirla sin la postura política de la primera. El motivo es que la primera República de Taiwán fue creada como un acto de lealtad hacia el gobierno Qing, mientras que los partidarios modernos de la República de Taiwán tienden a distanciarse de la China continental.

## Declaración de Independencia
La declaración, en el chino original, se lee como sigue:

日寇強橫，欲併台灣。台民曾派代表詣闕力爭，未蒙俞允。局勢危急，日寇將至。我如屈從，則家鄉將淪於夷狄；如予抗拒，則實力較弱，恐難持久。業與列國迭次磋商，儉謂台灣必先自立，始可予我援助。台灣同胞，誓不服倭，與其事敵，寧願戰死。爰經大會議決，台灣自立，改建民主國；官吏皆由民選，一切政務秉公處理。但為禦敵及推行新政，必須有一元首，俾便統率，以維持秩序而保安寧。巡撫承宣布政使唐景崧為萬民所敬仰，故由大會公推為台灣民主國總統……。

Pīnyīn: Rì kòu qiánghèng, yù bìng táiwān. Tái mín céng pài dàibiǎo yì què lìzhēng, wèi méng yúyǔn. Júshì wéijí, rì kòu jiāng zhì. Wǒ rú qūcóng, zé jiāxiāng jiāng lún yú yídí; rú yǔ kàngjù, zé shílì jiào ruò, kǒng nán chíjiǔ. Yè yǔ lièguó diécì cuōshāng, jiǎn wèi táiwān bì xiān zìlì, shǐ kě yǔ wǒ yuánzhù. Táiwān tóngbāo, shì bùfú wō, yǔqí shì dí, nìngyuàn zhàn sǐ. Yuán jīng dàhuì yìjué, táiwān zìlì, gǎijiàn mínzhǔ guó; guānlì jiē yóu mínxuǎn, yīqiè zhèngwù bǐnggōng chǔlǐ. Dàn wèi yù dí jí tuīxíng xīnzhèng, bìxū yǒuyī yuánshǒu, bǐ biàn tǒngshuài, yǐ wéichí zhìxù ér bǎo'ān níng. Xúnfǔ chéng xuānbù zhèng shǐ tángjǐngsōng wèi wànmín suǒ jìngyǎng, gù yóu dàhuì gōngtuī wèi táiwān mínzhǔ guó zǒngtǒng…….